# George Long
 (décembre 2019).
George Martin Long , né le 5 novembre 1993 à Sheffield, est un footballeur anglais. Il joue depuis 2018 à Norwich City, où il est gardien de but.

## Biographie
Le 7 mai 2011, Long fait ses débuts professionnels en faveur de Sheffield United, lors d'un match de championnat contre Swansea City au Liberty Stadium.

## Palmarès

### En club
- Hull City
  - Champion d'Angleterre de D3 en 2021.